# حبيل محمود (السبرة)

تعديل مصدري - تعديل

حبيل محمود محلة تابعة لقرية السلقع، التابعة لعزلة بلادالشعيبي العليا بمديرية السبرة إحدى مديريات محافظة إب في الجمهورية اليمنية.، بلغ تعداد سكانها 213 حسب تعداد اليمن لعام 2004.